# Giacomo Luini
Pour les articles homonymes, voir Luini (homonymie).
Giacomo, comte Luini, francisé en « Jacques Luini » (3 février 1771 - Luino † 4 avril 1845 - Luino) est un homme politique italien des XVIIIe et XIXe siècles.

## Biographie
Fils de Joseph Luini, conseiller en cour d'appel et de Marie Orelli, Giacomo Luini avait montré des principes républicains si ardents en 1797, qu'au retour des Austro-Russes, il fut exilé à Cattaro. Il ne s'en montra pas moins dévoué à la monarchie napoléonienne. 
D'abord premier président de la cour de justice criminelle et civile, à Milan, il fut nommé ensuite conseiller d'État, puis successeur de Diego Guicciardi dans la place de directeur général de la police du royaume d'Italie (1805-1814), qu'il occupa jusqu'à la chute du gouvernement français en Italie.
Il fut créé comte du Royaume (lettres patentes du 5 mai 1812) et chevalier de l'ordre de la Couronne de Fer. Il fut confirmé dans sa noblesse par décret royal du 21 novembre 1816
Luini avait épousé en 1796 Caroline Zutti, dont il eut trois filles.

## Armoiries
| Figure | Blasonnement |
|        | Armes de comte du Royaume, Écartelé : au I, des comtes conseillers d'État ; au II, d'azur au château d'argent à deux tours, ouvert et maçonné du champ, senestré d'une oie passante, becquée et membrée d'or ; au III, d'argent à un plan de lupin au naturel ; au IV, de gueules à deux fasces d'argent. |